# لی مین کی
لی مین کی (کره‌ای: 이민기؛ زادهٔ ۱۶ ژانویه ۱۹۸۵) بازیگر، خواننده و مدل اهل کره جنوبی است. لی اولین نقش اصلی خود را در مجموعه تلویزیونی دهکده ملی ته‌رونگ (۲۰۰۵) ایفا کرد و در مجموعه‌های تلویزیونی چون این اولین زندگیمه (۲۰۱۷)، خاطرات رهایی من (۲۰۲۲) و پشت لمس تو (۲۰۲۳) نیز حضور پیدا کرده‌است.

## فیلم‌شناسی

### مجموعه تلویزیونی
| سال  | عنوان                 | نقش             | توضیحات                | منابع  |
| ---- | --------------------- | --------------- | ---------------------- | ------ |
| ۲۰۰۴ | برادر بزرگتر من       | کانگ مین کی     | درام ویژه              |        |
| ۲۰۰۵ | اوه! سارا             | کیم دونگ کانگ   | درام ویژه              |        |
| ۲۰۰۵ | قوی باش گوم سون       | نو ته هوان      |                        | [ ۳ ]  |
| ۲۰۰۵ | بویونگ کوه که‌ریونگ    | هیونگ سو        | درام ویژه              | [ ۴ ]  |
| ۲۰۰۵ | دهکده ملی ته‌رونگ      | هونگ مین کی     | درام ویژه              | [ ۵ ]  |
| ۲۰۰۵ | عشق رنگین‌کمانی        | لی مین کی       |                        | [ ۶ ]  |
| ۲۰۰۶ | عشق واقعی             | نام بونگ کی     |                        | [ ۷ ]  |
| ۲۰۰۷ | بهار دالجا            | کانگ ته بونگ    |                        | [ ۸ ]  |
| ۲۰۰۷ | آژانس استعلام مخفی    | پارک مو یول     |                        | [ ۹ ]  |
| ۲۰۱۲ | گروه گل               | جو بیونگ هی     | بازیگر مهمان، قسمت ۱–۲ | [ ۱۰ ] |
| ۲۰۱۷ | چون این اولین زندگیمه | نام سه هی       |                        | [ ۱۱ ] |
| ۲۰۱۸ | منشی کیم چشه؟         | جوانی پدر می سو | حضور افتخاری، قسمت ۱۰  | [ ۱۲ ] |
| ۲۰۱۸ | زیبایی درون           | سو دو جه        |                        | [ ۱۳ ] |
| ۲۰۱۹ | دروغ‌های درون          | جو ته شیک       |                        | [ ۱۴ ] |
| ۲۰۲۱ | اوه بانوی من          | هان بی سو       |                        | [ ۱۵ ] |
| ۲۰۲۲ | خاطرات رهایی من       | یوم چانگ هی     |                        | [ ۱۶ ] |
| ۲۰۲۳ | پشت لمس تو            | مون جانگ یول    |                        | [ ۱۷ ] |